# Azul brilhante FCF
Azul brilhante FCF (Azul 1), também conhecido sob diversos nomes comerciais, é um corante para alimentos e outras substâncias. É denotado pelo número E E133 e classificado por um Color Index de 42090. Tem a aparência de um pó azul avermelhado. É solúvel em água, e a solução tem uma absorção máxima em aproximadamente 628 nanômetros.

## Química
É um corante sintético produzido usando-se hidrocarbonetos aromáticos derivados do petróleo. Pode ser combinado com o corante tartrazina (E102) para produzir vários tons de verde.
É usualmente comercializado na forma de um sal dissódio. O sal diamônio é classificado com o número CAS 3844-45-9. Sais de cálcio e potássio são também permitidos. Pode também apresentar-se como uma laca de alumínio.
A formação química é C37H34N2Na2O9S3.
O corante é absorvido pobremente pelo trato gastro-intestinal e 95% do corante ingerido pode ser encontrado nas fezes.

## Aplicações
Como um corante doador da coloração azul, o azul brilhante FCF é frequentemente encontrado em sorvetes, ervilhas enlatadas (como um reforçados da coloração), sopas de pacote, bebidas engarrafadas, congelados, picolés, produtos aromatizados de framboesa azul, produtos laticínios, doces e bebidas, especialmente o licor curaçao azul. 